# Brasão de armas do Uruguai
O Brasão de armas do Uruguai foi pela primeira vez aprovado por lei em 19 de Março de 1829. Consiste num escudo oval, que é dividido em quatro secções iguais e coroado por um sol nascente dourado, o "Sol de Maio", simbolizando a ascensão do povo uruguaio. O escudo oval é cercado por um ramo de loureiro (à direita) e um de oliveira (à esquerda), unidos por uma fita azul celeste, a cor da república uruguaia.
No canto superior esquerdo, existe uma balança, símbolo da igualdade e da justiça, sobre um fundo azul. O canto superior direito contém o Cerro de Montevidéu (Colina de Montevidéu), com a sua fortaleza, o que representa força, sobre um fundo branco. No canto inferior esquerdo, também sobre um fundo branco, há um cavalo galopante, simbolizando liberdade. O canto inferior direito possui um boi, que é um símbolo de abundância, sobre fundo azul.